# Belarussischer Fußballpokal 2014/15
Der Belarussische Fußballpokal 2014/15 war die 24. Austragung des belarussischen Pokalwettbewerbs der Männer. Das Finale fand am 24. Mai 2015 im Zentralstadion von Homel statt. Pokalsieger wurde BATE Baryssau, der sich im Finale gegen Titelverteidiger FK Schachzjor Salihorsk durchsetzte.

## Modus
Im Gegensatz zur Liga wurde der Pokal im Herbst-Frühjahr-Rhythmus ausgetragen. Bis zum Achtelfinale und im Finale wurden die Begegnungen in einem Spiel ausgetragen. Bei unentschiedenem Ausgang wurde zur Ermittlung des Siegers eine Verlängerung gespielt. Stand danach kein Sieger fest, folgte ein Elfmeterschießen. Das Viertel- und Halbfinale wurden in Hin- und Rückspiel ausgetragen. Der Pokalsieger qualifizierte sich für die UEFA Europa League.

## Teilnehmende Teams
| Wyschejschaja Liha (12) | Perschaja Liha (15) | Druhaja Liha (22) | Amatarskaja Liha (4)                                                |
| --- | --- | --- | ------------------------------------------------------------------- |
| - BATE Baryssau - Belschyna Babrujsk - FK Dinamo Brest - FK Homel - FK Njoman Hrodna - Dnjapro Mahiljou - FK Minsk - FK Dinamo Minsk - Naftan Nawapolazk - FK Schachzjor Salihorsk - FK Sluzk - FK Tarpeda-BelAS Schodsina | - FK Bjarosa-2010 - Chimik Swetlahorsk - FK Haradseja - Homeltschyhuntras Homel - FK Islatsch - FK Lida - FK Hranit Mikaschewitschy - FK Slawija-Masyr - FK Slonim - FK Smaljawitschy-STI - FK Smarhon - Swjasda BHU Minsk - FK Retschyza-2014 - FK Wizebsk - FK Wolna Pinsk | - FK Assipowitschy - FK Baranawitschy - Belata-Witeks Usda - FK Klezk - FK Kobryn - Kolas-Druschba Baranawitschy - FK Krumkatschy Minsk - Liwadyja Dsjarschynsk - FK Lutsch Minsk - SKVICh Minsk - FK Maladsetschna-2013 - FK Njoman Masty - FK Orscha - Partizan-2002 Minsk - Pryasjorje Werchnjadswinski - FK Rahatschou-MKK - AK Schdanowitschy Minsk - JuA-Stroj Schytkawitschy - FK Schlobin - Slawjanin Minsk - FK Tarpeda Minsk - Wertikal Kalinkawitschy | - FK Enerhetyk-BDATU Minsk - FK Horki - FSK Hrodenski - FK Ruschany |

## Vorrunde
Teilnehmer: 2 Teams der dritten Liga.
| Datum      |                                    | Ergebnis                |                |
| ---------- | ---------------------------------- | ----------------------- | -------------- |
| 22.05.2014 | Kolas-Druschba Baranawitschy (III) | 4:4 n. V. (11:10 i. E.) | FK Klezk (III) |

## 1. Runde
Teilnehmer war der Sieger der Vorrunde, 19 weitere Teams der dritten Liga und die 4 Amateurvereine, die sich über den regionalen Pokal qualifiziert hatten. Die unterklassigen Teams hatten Heimrecht.
| Datum      |                                    | Ergebnis              |                                   |
| ---------- | ---------------------------------- | --------------------- | --------------------------------- |
| 25.05.2014 | FK Ruschany (A)                    | 1:0                   | FK Njoman Masty (III)             |
| 25.05.2014 | Liwadyja Dsjarschynsk (III)        | 2:0                   | SKVICh Minsk (III)                |
| 25.05.2014 | FK Hrodenski (A)                   | 4:0                   | FK Kobryn (III)                   |
| 25.05.2014 | Wertikal Kalinkawitschy (III)      | 4:0                   | JuA-Stroj Schytkawitschy (III)    |
| 25.05.2014 | FK Baranawitschy (III)             | 2:1                   | FK Lutsch Minsk (III)             |
| 25.05.2014 | FK Assipowitschy (III)             | 1:2 n. V.             | Belata-Witeks Usda (III)          |
| 25.05.2014 | Kolas-Druschba Baranawitschy (III) | 7:4                   | Slawjanin Minsk (III)             |
| 25.05.2014 | FK Maladsetschna-2013 (III)        | 0:0 n. V. (6:5 i. E.) | Pryasjorje Werchnjadswinski (III) |
| 25.05.2014 | FK Horki (A)                       | 2:1                   | FK Orscha (III)                   |
| 25.05.2014 | FK Rahatschou-MKK (III)            | 0:2                   | Partizan-2002 Minsk (III)         |
| 26.05.2014 | AK Schdanowitschy Minsk (III)      | 1:0 n. V.             | FK Tarpeda Minsk (III)            |
| 27.05.2014 | FK Enerhetyk-BDATU Minsk (A)       | 0:3 n. V.             | FK Krumkatschy Minsk (III)        |

## 2. Runde
Teilnehmer waren die 12 Sieger der ersten Runde, 11 Zweitligaklubs und mit dem FK Schlobin ein weiterer Drittligist.
| Datum      |                                    | Ergebnis              |                                |
| ---------- | ---------------------------------- | --------------------- | ------------------------------ |
| 10.06.2014 | Partizan-2002 Minsk (III)          | 1:1 n. V. (3:1 i. E.) | FK Schlobin (III)              |
| 11.06.2014 | FSK Hrodenski (A)                  | 1:0                   | FK Smaljawitschy-STI (II)      |
| 11.06.2014 | FK Baranawitschy (III)             | 1:1 n. V. (3:2 i. E.) | FK Bjarosa-2010 (II)           |
| 11.06.2014 | Kolas-Druschba Baranawitschy (III) | 0:3                   | FK Lida (II)                   |
| 11.06.2014 | FK Krumkatschy Minsk (III)         | 0:3                   | Chimik Swetlahorsk (II)        |
| 11.06.2014 | Wertikal Kalinkawitschy (III)      | 0:6                   | FK Hranit Mikaschewitschy (II) |
| 11.06.2014 | Belata-Witeks Usda (III)           | 0:5                   | Swjasda BHU Minsk (II)         |
| 11.06.2014 | Liwadyja Dsjarschynsk (III)        | 0:1                   | FK Wolna Pinsk (II)            |
| 11.06.2014 | FK Ruschany (A)                    | 00:11                 | FK Smarhon (II)                |
| 11.06.2014 | AK Schdanowitschy Minsk (III)      | 0:0 n. V. (6:5 i. E.) | FK Slonim (II)                 |
| 11.06.2014 | FK Horki (A)                       | 0:7                   | Homeltschyhuntras Homel (II)   |
| 11.06.2014 | FK Maladsetschna-2013 (III)        | 0:2                   | FK Haradseja (II)              |

## 3. Runde
Teilnehmer waren die 12 Sieger der zweiten Runde, 8 Mannschaften der Wyschejschaja Liha 2014 und 4 weitere Zweitligisten: FK Slawija-Masyr, FK Islatsch, FK Wizebsk und FK Retschyza-2014. Die unterklassigen Teams hatten Heimrecht.
| Datum      |                                | Ergebnis              |                                |
| ---------- | ------------------------------ | --------------------- | ------------------------------ |
| 25.07.2014 | FK Lida (II)                   | 0:1                   | FK Sluzk (I)                   |
| 25.07.2014 | Chimik Swetlahorsk (II)        | 1:2                   | FK Homel (I)                   |
| 26.07.2014 | Swjasda BHU Minsk (II)         | 1:0                   | FK Minsk (I)                   |
| 26.07.2014 | FK Baranawitschy (III)         | 1:2                   | FK Dinamo Brest (I)            |
| 26.07.2014 | FK Wolna Pinsk (II)            | 2:4                   | FK Islatsch (II)               |
| 26.07.2014 | AK Schdanowitschy Minsk (III)  | 0:4                   | Naftan Nawapolazk (I)          |
| 26.07.2014 | Homeltschyhuntras Homel (II)   | 2:1                   | FK Slawija-Masyr (II)          |
| 26.07.2014 | FK Haradseja (II)              | 0:0 n. V. (3:2 i. E.) | FK Tarpeda-BelAS Schodsina (I) |
| 26.07.2014 | FK Smarhon (II)                | 0:2                   | Dnjapro Mahiljou (I)           |
| 26.07.2014 | FSK Hrodenski (A)              | 1:4                   | Belschyna Babrujsk (I)         |
| 26.07.2014 | FK Hranit Mikaschewitschy (II) | 1:0                   | FK Retschyza-2014 (II)         |
| 27.07.2014 | Partizan-2002 Minsk (III)      | 1:3                   | FK Wizebsk (II)                |

## Achtelfinale
Teilnehmer waren die 12 Sieger der zweiten Runde und vier weitere Erstligisten, die im Europapokal tätig waren: BATE Baryssau, FK Njoman Hrodna, FK Dinamo Minsk und FK Schachzjor Salihorsk.
| Datum      |                              | Ergebnis              |                               |
| ---------- | ---------------------------- | --------------------- | ----------------------------- |
| 23.08.2014 | FK Islatsch (II)             | 1:1 n. V. (4:5 i. E.) | FK Hranit Mikaschewitschy (I) |
| 23.08.2014 | Naftan Nawapolazk (I)        | 1:2                   | FK Wizebsk (II)               |
| 23.08.2014 | Belschyna Babrujsk (I)       | 1:0                   | Swjasda BHU Minsk (II)        |
| 24.08.2014 | FK Njoman Hrodna (I)         | 5:4 n. V.             | FK Homel (I)                  |
| 24.08.2014 | Homeltschyhuntras Homel (II) | 0:2                   | FK Dinamo Brest (I)           |
| 24.09.2014 | FK Schachzjor Salihorsk (I)  | 1:0                   | FK Haradseja (II)             |
| 11.10.2014 | BATE Baryssau (I)            | 2:1 n. V.             | FK Sluzk (I)                  |
| 13.10.2014 | Dnjapro Mahiljou (I)         | 0:1                   | FK Dinamo Minsk (I)           |

## Viertelfinale
Teilnehmer waren die 8 Sieger aus dem Achtelfinale.
| Datum             |                                | Gesamt |                             | Hinspiel | Rückspiel |
| ----------------- | ------------------------------ | ------ | --------------------------- | -------- | --------- |
| 21.03./04.04.2015 | Belschyna Babrujsk (I)         | 1:2    | FK Dinamo Brest (I)         | 0:0      | 1:2       |
| 21.03./04.04.2015 | BATE Baryssau (I)              | 3:1    | FK Njoman Hrodna (I)        | 1:0      | 2:1       |
| 22.03./04.04.2015 | FK Dinamo Minsk (I)            | 4:3    | FK Wizebsk (II)             | 1:2      | 3:1 n. V. |
| 22.03./04.04.2015 | FK Hranit Mikaschewitschy (II) | 0:3    | FK Schachzjor Salihorsk (I) | 0:0      | 0:3       |

## Halbfinale
| Datum          |                             | Gesamt |                     | Hinspiel | Rückspiel |
| -------------- | --------------------------- | ------ | ------------------- | -------- | --------- |
| 15./29.04.2015 | FK Schachzjor Salihorsk (I) | 2:1    | FK Dinamo Brest (I) | 0:0      | 2:1       |
| 15./29.04.2015 | BATE Baryssau (I)           | 3:1    | FK Dinamo Minsk (I) | 0:0      | 3:1       |

## Finale
| Paarung                 | BATE Baryssau – FK Schachzjor Salihorsk |
| Ergebnis                | 4:1 (0:0) |
| Datum                   | 24. Mai 2015 |
| Stadion                 | Zentralstadion, Homel |
| Zuschauer               | 9.100 |
| Schiedsrichter          | Ihar Kruk |
| Tore                    | 1:0 Michail Hardsjajtschuk (52.) 2:0 Wital Radsiwonau (61.) 3:0 Aljaksandr Karnizki (65.) 3:1 Dsmitryj Kamarouski (72.) 4:1 Mikalaj Sihnewitsch (73.) |
| BATE Baryssau           | Sjarhej Tschernik – Filip Mladenović, Nemanja Milunović, Dsjanis Paljakou, Maksim Schaunertschyk – Dsmitryj Baha (46. Maksim Waladsko), Jauhen Jablonski, Aljaksandr Karnizki, Michail Hardsjajtschuk – Ihar Stassewitsch (76. Aljaksej Ryas), Wital Radsiwonau (71. Mikalaj Sihnewitsch). Cheftrainer: Aljaksandr Jermakowitsch |
| FK Schachzjor Salihorsk | Uladsimir Buschma – Sjarhej Mazwejtschyk, Pawel Rybak, Aljaksej Januschkewitsch, Wassyl Kobin – Aljaksandr Jurewitsch (70. Jaroslaw Martinjuk), Artem Starhorodskij , Juryj Kawaljou, Saulius Mikoliūnas (73. Michail Schybun) – Nemanja Čović, Dsmitryj Kamarouski. Cheftrainer: Sjarhej Barouski                               |
| Gelbe Karten            | Nemanja Milunović, Michail Hardsjajtschuk – Dsmitryj Kamarouski, Artem Starhorodskij |